# Ipoltica (potok)
Ipoltica – potok, lewy dopływ Czarnego Wagu na Słowacji. Jest ciekiem 3 rzędu o długości 16 km. Wypływa na wysokości około 1400 m w dolinie między północnymi grzbietami szczytów Oravcová i Zadná hoľa w Niżnych Tatrach. Płynie kolejno przez 3 doliny: Hošková, Ráztoky i Ipoltica. Uchodzi do zbiornika retencyjnego Čierny Váh na wysokości 733 m.
Cała zlewnia Ipolticy znajduje się w bezludnych, porośniętych lasem obszarach Parku Narodowego Niżne Tatry. Posiada liczne dopływy. Większe z nich to:
- prawostronne: Driečna, Široký potok, Medvedí potok, Dikula[1]
- lewostronne: Hromisko, Snežná, potok z doliny Studena, Mandiška, Plevovský potok[1].

Potokiem Ipoltica dawniej spławiano drzewo. W tym celu w obrębie doliny Ráztoky wykonano dwa zbiorniki wodne (obecnie jest jeden). W dolinie Ipoltica drewno zwożono wąskotorowa kolejką.

## Szlaki turystyczne
Wzdłuż potoku Ipoltica prowadzą dwa szlaki turystyczne
  Wychodna (Východná), przystanek kolejowy – Čierny Váh – Ipoltica, zaver doliny – leśniczówka Veľká Dikula – leśniczówka Banisko – Priehybka. Suma podejść 1348 m, czas przejścia 7.25 h

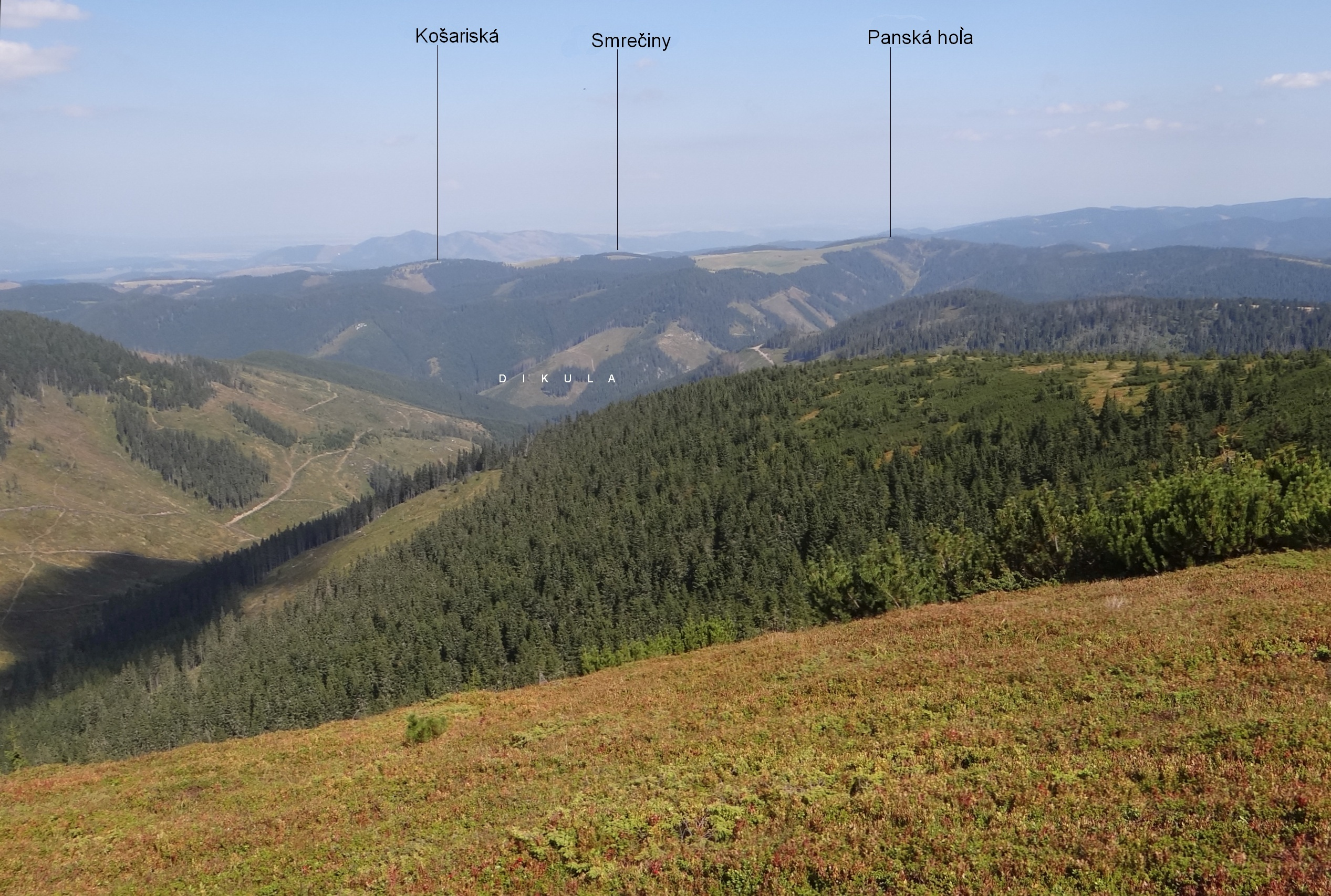
Widok na dolinę Ipoltica ze szczytu Veľká Vápenica

  Ipoltica, zaver doliny – dolina Ráztoky – Driečna dolina – Priehyba. Suma podejść 405 m, czas przejścia 2.35 h